# Зирянка (Юргамиський район)
Зиря́нка (рос. Зырянка) — селище у складі Юргамиського району Курганської області, Росія. Входить до складу Чинеєвської сільської ради.
Населення — 178 осіб (2010, 262 у 2002).